# Harry Langdon

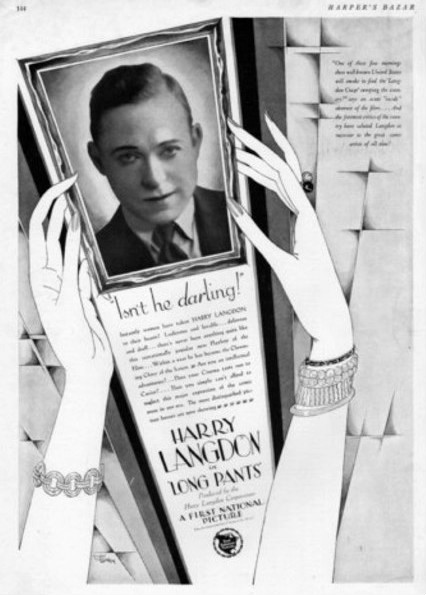
Harry Langdon i en annons för filmen Long Pants (1927).

Harry Langdon, född 15 juni 1884 i Council Bluffs i Iowa, död 22 december 1944 i Los Angeles i Kalifornien, var en amerikansk komiker och filmskådespelare, Han räknas bland stumfilmens främsta komiker. 

## Karriär
Langdons föräldrar var båda officerare i Frälsningsarmén. Han rymde hemifrån vid tolv års ålder för att jobba på cirkus. Han försörjde sig sedan bland annat som serietecknare och barberare innan han anslöt sig till en medicinshow i Omaha och tillbringade sedan mer än tjugo år inom cirkus- och vaudevillevärlden. Han kom till filmen vid fyrtio års ålder, 1924, men han kom snabbt in i branschen och hade slagit igenom efter ett par år.
Det var Mack Sennett som anställde Langdon efter att ha sett honom under vaudevilleuppträden. Han gjorde först succé med sina tvåaktare, lite senare med långfilmer. Hans kännetecken var hans "baby face" - han såg faktiskt nästan ut som ett barn. Bland hans mest kända filmer märks Tramp, Tramp, Tramp (1926), The Strong Man (1926) och Long Pants (1927).
Men då ljudfilmen kom tog Langdons popularitet lika snabbt slut som då den inträffade. 1931 gick han i personlig konkurs. Han blev tvungen att medverka i B-filmer fram till sin död, för det mesta i mindre roller. Under 1930-talet fungerade han också som manusförfattare åt komikerparet Helan och Halvan.

## Filmografi (i urval)
- 1938 – Skrattar bäst som skrattar sist (som manusförfattare)
- 1939 – Doktorn i dilemma (som skådespelare)
- 1939 – Vi fara till Sahara (som manusförfattare)
- 1940 – Skandal i Oxford (som manusförfattare)
- 1940 – Raska sjömän, hallå! (som manusförfattare)[8]